# Wacław Wójcik

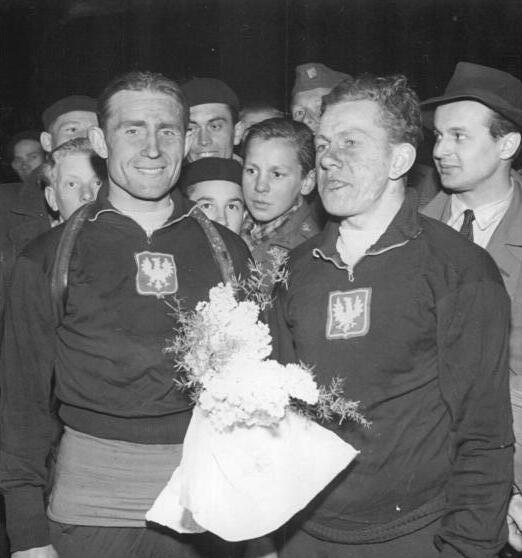
Wacław Wójcik (links) mit Henryk Hadasik

Wacław Wójcik (* 19. November 1919 in Rożyszcze; † 28. Dezember 1997 in Warschau) war ein polnischer Radrennfahrer.

## Sportliche Laufbahn
Mehrfacher polnischer Meister, zweifacher Gewinner der Polen-Rundfahrt und polnischer Meister 1950 auf der Bahn (in der Einerverfolgung über 4000 Meter). Neben seinem Meistertitel im Straßenrennen konnte er noch zweimal Podiumsplätze erringen, 1945 und 1947 wurde er jeweils Vize-Meister. Den polnischen Titel im Mannschaftszeitfahren gewann er 1951 und 1953 bis 1955. An der Internationalen Friedensfahrt nahm er fünfmal teil. Neben dem dritten Platz 1948 auf der Route Warschau-Prag konnte er sich 1949 mit Platz 6 in der Gesamtwertung weit vorn platzieren.

## Palmarès
| Jahr | Erfolg | Rennen                                  |
| ---- | ------ | --------------------------------------- |
| 1948 | Sieger | Polen-Rundfahrt                         |
| 1948 | 3.     | Friedensfahrt                           |
| 1950 | Sieger | Polnische Meisterschaft Einerverfolgung |
| 1951 | Sieger | 1. Etappe Friedensfahrt                 |
| 1952 | Sieger | Polen-Rundfahrt                         |
| 1953 | 2.     | Polen-Rundfahrt                         |